# Tetsu Nagasawa
Tetsu Nagasawa (jap. 長澤 徹, Nagasawa Tetsu; * 28. Mai 1968 in der Präfektur Osaka) ist ein ehemaliger japanischer Fußballspieler und -trainer.

## Karriere
Nagasawa erlernte das Fußballspielen in der Schulmannschaft der Shimizu Higashi High School und der Universitätsmannschaft der Universität Tsukuba. Seinen ersten Vertrag unterschrieb er 1991 bei Yamaha Motors (heute: Júbilo Iwata). Der Verein spielte in der höchsten Liga des Landes, der Japan Soccer League. 1993 wurde er mit dem Verein Vizemeister der Japan Football League und stieg in die J1 League auf. 1994 erreichte er das Finale des J.League Cup. Für den Verein absolvierte er 28 Spiele. 1995 wechselte er zum Zweitligisten Honda FC. Für den Verein absolvierte er 53 Spiele. Ende 1997 beendete er seine Karriere als Fußballspieler.

## Erfolge
Júbilo Iwata
- J.League Cup

Finalist: 1994